# Comuna Novovasîlivka, Snihurivka
Novovasîlivka (în ucraineană Нововасилівка) este o comună în raionul Snihurivka, regiunea Mîkolaiiv, Ucraina, formată din satele Halahanivka, Ielîzavetivka, Novokondakove și Novovasîlivka (reședința).

## Demografie
Componența lingvistică a comunei Novovasîlivka
     Ucraineană (96,82%)
     Rusă (2,91%)
     Alte limbi (0,18%)
Conform recensământului din 2001, majoritatea populației comunei Novovasîlivka era vorbitoare de ucraineană (96,82%), existând în minoritate și vorbitori de rusă (2,91%).